# هيلغا شنايدر
هيلغا شنايدر (بالألمانية: Helga Schneider؛ بالإيطالية: Helga Schneider) هي كاتِبة ألمانية وإيطالية، ولدت في 17 نوفمبر 1937.